# We Can't Dance
We Can't Dance is het veertiende studioalbum van de Engelse band Genesis. Het album werd uitgebracht in 1991. Het werd uitgegeven op cd, cassette en vinyl. Het album stond vier weken op de eerste positie in de albumlijst in Nederland.

## Tracks
| 1.                   | No Son of Mine           | 6:39  |
| 2.                   | Jesus He Knows Me        | 4:16  |
| 3.                   | Driving the Last Spike   | 10:08 |
| 4.                   | I Can't Dance            | 4:01  |
| 5.                   | Never a Time             | 3:50  |
| 6.                   | Dreaming While You Sleep | 7:16  |
| 7.                   | Tell me why              | 4:58  |
| 8.                   | Living Forever           | 5:41  |
| 9.                   | Hold on My Heart         | 4:37  |
| 10.                  | Way of the World         | 5:38  |
| 11.                  | Since I Lost You         | 4:09  |
| 12.                  | Fading Lights            | 10:16 |
| Totale duur: 1:11:31 |                          |       |

## Bezetting
- Tony Banks : keyboards, achtergrondzang
- Mike Rutherford : gitaar, basgitaar, achtergrondzang
- Phil Collins : zang, drums

## Overige informatie
- Opnamestudio: The Farm, Surrey
- Van het album bereikten vijf singles de Nederlandse Top 40, waarvan I Can't Dance 2 weken op nummer één stond.
- Sinds 2005 bestaat er een Nederlandse tributeband genaamd We Can't Dance, geïnspireerd door dit album.

From Genesis to Revelation · Trespass · Nursery Cryme · Foxtrot · Live · Selling England by the Pound · The Lamb Lies Down on Broadway · A Trick of the Tail · Wind & Wuthering · Seconds Out · ...And then there were three... · Duke · Abacab · Three Sides Live · Genesis · Invisible Touch · We Can't Dance ·  The way we walk volume one, the shorts · The way we walk volume two, the longs · Calling All Stations · Turn It On Again · Genesis Live over Europe